# Перемога (Новоукраїнський район)
Перемо́га (в минулому — Ново-Михайлівка) — село в Україні, у Піщанобрідській сільській громаді Новоукраїнського району Кіровоградської області. Населення становить 313 осіб. Орган місцевого самоврядування — Піщанобрідська сільська рада.

## Населення
Згідно з переписом УРСР 1989 року чисельність наявного населення села становила 283 особи, з яких 119 чоловіків та 164 жінки.
За переписом населення України 2001 року в селі мешкало 313 осіб.

### Мова
Розподіл населення за рідною мовою за даними перепису 2001 року:
| Мова       | Відсоток |
| ---------- | -------- |
| українська | 91,69 %  |
| молдовська | 3,83 %   |
| російська  | 3,83 %   |
| білоруська | 0,64 %   |